# 까치말로
까치말로(Kkachimal-ro)는 인천광역시 계양구 작전동에 있는 도로로, 총 연장은 545m이다. 이름이 유래된 것은 이 지역에는 길조로 반기는 까치가 항상 서식하여 마을 이름을 "까치마을 또는 까치말"로 불린데서 부여되었다.

## 역사
- 2010년 3월 15일 : 도로명으로 까치말로를 고시

## 주요 경유지
- 계양구
  - 작전동

## 접촉하는 도로
- 아나지로 (국도 제6호선, 국도 제77호선)
- 효서로
- 봉오대로

## 주요 건물 및 시설
- 삼정그린빌 (까치말로 8/작전동 686-2)
- 승림하우스 (까치말로 9/작전동 685-1)
- 대진아트빌 (까치말로 10/작전동 686)
- 인천작동초등학교 (까치말로 35/작전동 920)